# Thanasis Androutsos
Thanasis Androutsos (6 de maio de 1997) é um futebolista profissional grego que atua como meia-atacante.

## Carreira
Thanasis Androutsos começou a carreira no Olympiacos.

## Títulos
Olympiakos
- Superliga Grega: 2016-2017